# BV Centauri
BV Centauri är en dubbelstjärna i södra delen av stjärnbilden Kentauren. Den har en genomsnittlig skenbar magnitud av ca 13,0 och kräver ett kraftfullt teleskop för att kunna observeras. Baserat på parallaxmätning på ca 2,8 mas, beräknas den befinna sig på ett avstånd på ca 1 200 ljusår (ca 360 parsek) från solen. Den rör sig närmare solen med en heliocentrisk radialhastighet på ca -22 km/s.

## Egenskaper
Primärstjärnan i BV Centauri är en vit dvärgstjärna som har en massa som är ca 1,2 solmassa och en effektiv temperatur av ca 40 000 K. Den är en dvärgnova och kataklysmisk variabel, som genomgår snabba ökningar i ljusstyrka som återkommer med en genomsnittlig period av 150 dygn. Denna period verkar ha ökat under de senaste decennierna.
Kataklysmiska variabler är kortperiodiska dubbelstjärnor där en vit dvärg som primärstjärna samlar materia från en följeslagare. För BV Centauri har den vita dvärgen och dess följeslagare uppskattad massa på 1,18 respektive 1,05 solmassa även om andra, motstridiga massmätningar också rapporterats. Följeslagaren är en konventionell stjärna av spektraltyp G5-G8IV-V och den antas bidra till hälften av systemets visuella ljusstyrka. Den tros ha en radie på 1,4 solradie och att den avsevärt utvecklats bort från huvudserien. Paret har en omloppsperiod på 0,611179 dygn (16,7 timmar), en av de längsta perioderna för en dvärgnova.

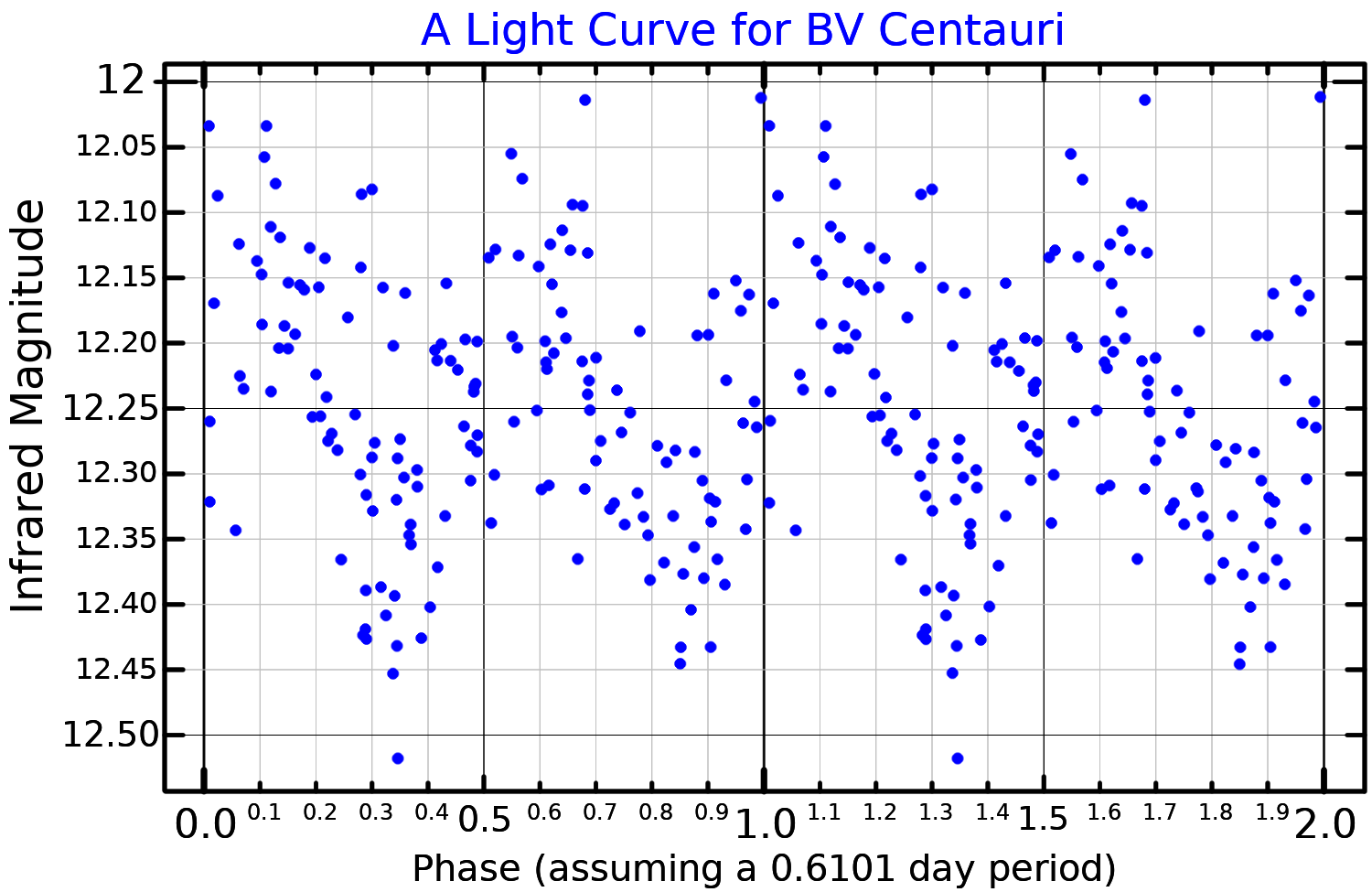
Infraröd ljuskurva för BV Centauri efter ASAS-data, ritad efter Kiraga (2012).

Det har noterats att BV Centauris ljuskurva under utbrott har avvikande beteende för en dvärgnova, med ett långt intervall på upp till 15 dygn innan den når maximal ljusstyrka och ingen platå vid maximal ljusstyrka, och den har jämförts med den klassiska novan GK Persei. Baserat på detta har det föreslagits att BV Centauri kan ha genererat ett oobserverat novautbrott på 1800-talet, vilket missades av observatörerna vid den tiden.